# Synavea radiatu
Synavea radiatu är en insektsart som först beskrevs av Synave 1979.  Synavea radiatu ingår i släktet Synavea och familjen Derbidae. Inga underarter finns listade i Catalogue of Life.